# Грб Северног Тренделага
Грб Северног Тренделага је званични симбол норвешког округа Северни Тренделаг. Грб је званично одобрен краљевском резолуцијом од 8. марта 1957. године.

## Опис грба
Грб је представљен златним крсташким крстом на сребреној подлази шпицастог штита.
Грб симболизује норвешког свеца заштитника, Светог Олафа. Према саги о његовом животу, он је носио златни крст на белом штиту током битке за Стиклестад где је и умро 1030. године. Комбинација злата и сребра је забрањена према хералдичким правилима од око 1150. Једини изузетаци од овога правила су грбови Јерусалимске краљевине и папски грбови.